# Метельсдорф
Метельсдорф (нем. Metelsdorf) — община в Германии, в земле Мекленбург-Передняя Померания.
Входит в состав района Северо-Западный Мекленбург. Подчиняется управлению Дорф Мекленбург-Бад Клайнен. Население составляет 488 человек (на 31 декабря 2010 года). Занимает площадь 8,17 км².